# 磁器口駅 (北京市)
磁器口駅（じきこうえき）は、中華人民共和国北京市に位置する北京地下鉄5号線と7号線の駅。駅番号は両線とも公開されていない。

## 歴史
- 2007年10月7日 - 北京地下鉄5号線が開業。
- 2014年 12月28日 - 北京地下鉄7号線が開業。

## 隣の駅
北京地下鉄
■5号線
天壇東門駅 - 磁器口駅 - 崇文門駅
■7号線
橋湾駅 - 磁器口駅 - 広渠門内駅